# Kanton Gond-Pontouvre
Gond-Pontouvre is een kanton van het Franse departement Charente. Het kanton maakt deel uit van het arrondissement Angoulême.

## Gemeenten
Het kanton Gond-Pontouvre omvat de volgende gemeenten:
- Balzac
- Champniers
- Gond-Pontouvre (hoofdplaats)
- Saint-Yrieix-sur-Charente

Bij de herindeling van de kantons in 2014-2015 werd het kanton niet gewijzigd.